# 鳴子温泉
| 宮城県の地図を表示 日本の地図を表示 |

鳴子温泉（なるこおんせん、なるごおんせん）は、宮城県（旧国陸奥国、明治以降は陸前国）大崎市鳴子温泉にある温泉。栗駒国定公園内に位置し、福島県の飯坂温泉、宮城県の秋保温泉とともに奥州三名湯に数えられる。国民保養温泉地。

また、玉造郡旧鳴子町にあたる現在の行政地名。厳密には「鳴子温泉」の大字はなく、旧鳴子町の大字「鳴子町（大字）○○」が「大崎市鳴子温泉○○」の大字となっている。

## 名称
仙台弁をはじめとする東北弁の発音から、「なるご-」と濁音で呼ぶ者も多い。鉄道駅も旧駅名では「鳴子駅（なるごえき）」と濁っていたが、1997年の改称時に「鳴子温泉駅（なるこおんせんえき）」と濁らないものに変更されている。「ナル」は山腹または山裾の傾斜の緩いところ。
古代から中世にかけては「玉造湯（たまつくりのゆ）」と呼ばれた。江戸期に入り、仙台藩領を示す「仙台」を冠して「仙台鳴子の湯/仙台成子の湯」と呼ばれた。
近隣の温泉地を総称して「玉造八湯」と呼ばれた「鳴子（湯元）、河原湯、元車湯、新車湯、中山、赤湯、田中、川渡」のうち、「鳴子（湯元）、河原湯、元車湯、新車湯」の四湯が現在の鳴子温泉として数えられる。「かっけ（脚気）川渡、たんせき（胆石）田中、せんき （疝気）車湯、かさ(瘡）鳴子」と称され、鳴子は特に皮膚に効くとされた。

## 泉質
10種類の「温泉法上の温泉」のうち、7つの泉質が楽しめる。
- 塩化物泉
- 炭酸水素塩泉
- 硫酸塩泉
- 含鉄泉
- 酸性泉
- 硫黄泉
- 単純温泉

### 地質
花崗岩類を基盤とし、その上に中新統の緑色凝灰岩層が変朽安山岩類をともなって発達しており、鳴子峡凝灰岩、溶結凝灰岩層が重なり、鳴子湖成層におおわれ、地表は段丘堆積物および鳴子火山噴出物におおわれている。

### 源泉
鳴子温泉の分布は、地質学的に3種に分類できる。
1. 火口跡湖（潟沼）に湧出する温泉
2. 爆裂火口跡に湧出する温泉
3. 荒雄川裂罐線に湧出する温泉

荒雄川（江合川）に沿って湧出する温泉は第三紀層の礫岩または砂岩の中に湧出する。潟沼、湯元などの爆裂火口跡に湧出するものは、安山岩と安山岩との間に沿って湧出する。
鳴子火山群周辺の断層あるいは亀裂にそって熱流体が分岐上昇しているものと推定される。断層あるいは亀裂付近で地下水の供給の少ないところでは蒸気泉あるいは間歇泉となっている。
湯元・新屋敷地区は、比較的せまい地域に近接してアルカリ性泉と酸性泉とが湧出し、これに伴って豊富な泉質の温泉が存在することが大きな特徴。湯元・新屋敷地区のみで旧鳴子町内の総源泉数の64.9%を占め、宮城県の源泉総数に対する割合は30%を上回る。
車湯地区は、比較的浅い源泉が多数を占め、高温度で蒸気泉もある。鳴子の熱源により加温された鳴子湖成層中の温泉と、浅い温泉水層を有し、これらが常に流動している。
鳴子の温泉群は化学的にⅢ群に分けることができる。Ⅰ群はpH値、泉温が高く、Na, Cl, HBO2, SO4等の塩類が多い。Ⅱ群は一般的に泉温が低く、pH値も中性から酸性泉が多く、塩類含量もⅠ群に比して少ないが、Fe, Al, Ca, Mg, Mn等に富んでいる。Ⅲ群は、泉温が44℃以下で、Cl, SO4含量も著しく少なく、Ⅰ、Ⅱ群とは異質の泉質を示す。
鳴子の温泉群は、鳴子火山群の火山活動に起因する熱源に支配され、地下深部より上昇するNa, Clを主体とするアルカリ性の高温、高濃度の熱水が本流と考えられる。中心地帯より離れるに従い、酸性のSO4型、中性のHCO3型へ移行する。鳴子温泉の特徴の一つとされている泉質の多様性の成因、中間的性質を示す泉質の存在等は、Cl系高温、高濃度の温泉水と、SO4系低温、低濃度の温泉水の二源流水の共存状態、もしくは両者の混合比の現象として捉えることができる。

## 温泉街
鳴子温泉街は鳴子火山群北西の麓の標高150-200 mに位置している。荒雄川を挟んで北西に花渕山が向かい立つ。
鳴子温泉駅前から滝の湯方面ならびに線路や国道47号と平行に温泉街が広がっている。大型ホテル、旅館や湯治宿などいろいろなタイプの宿が存在する。駅前には足湯や手湯も存在する。
湯元・新屋敷は、鳴子温泉駅の南側、鳴子火山群の麓に位置する。車湯は、新屋敷の東側、荒雄川（江合川）南岸に位置し、国道47号に並行して温泉街を形成する。水車で浴室へ引湯をしていたことが名の由来。河原湯は、鳴子温泉駅の北側、荒雄川（江合川）南岸に位置し、国道47号に並行して数件の宿が点在する。
下駄履きで温泉街を歩いて巡る「下駄も鳴子」というキャッチフレーズを打ち出しており、各旅館には宿泊客への貸し出し用の下駄が備えられている。鳴子温泉駅の観光案内所でも町歩き用の下駄を貸し出している。
毎年9月に温泉神社で献湯式が行われる。献湯式では源泉の所有者が持参した湯を神社に奉納し、自然の恵みへの感謝と鳴子温泉の繁栄を祈願する。
- 公園 - 湯めぐり広場
- 社寺 - 温泉神社、成澤不動尊、洞川院

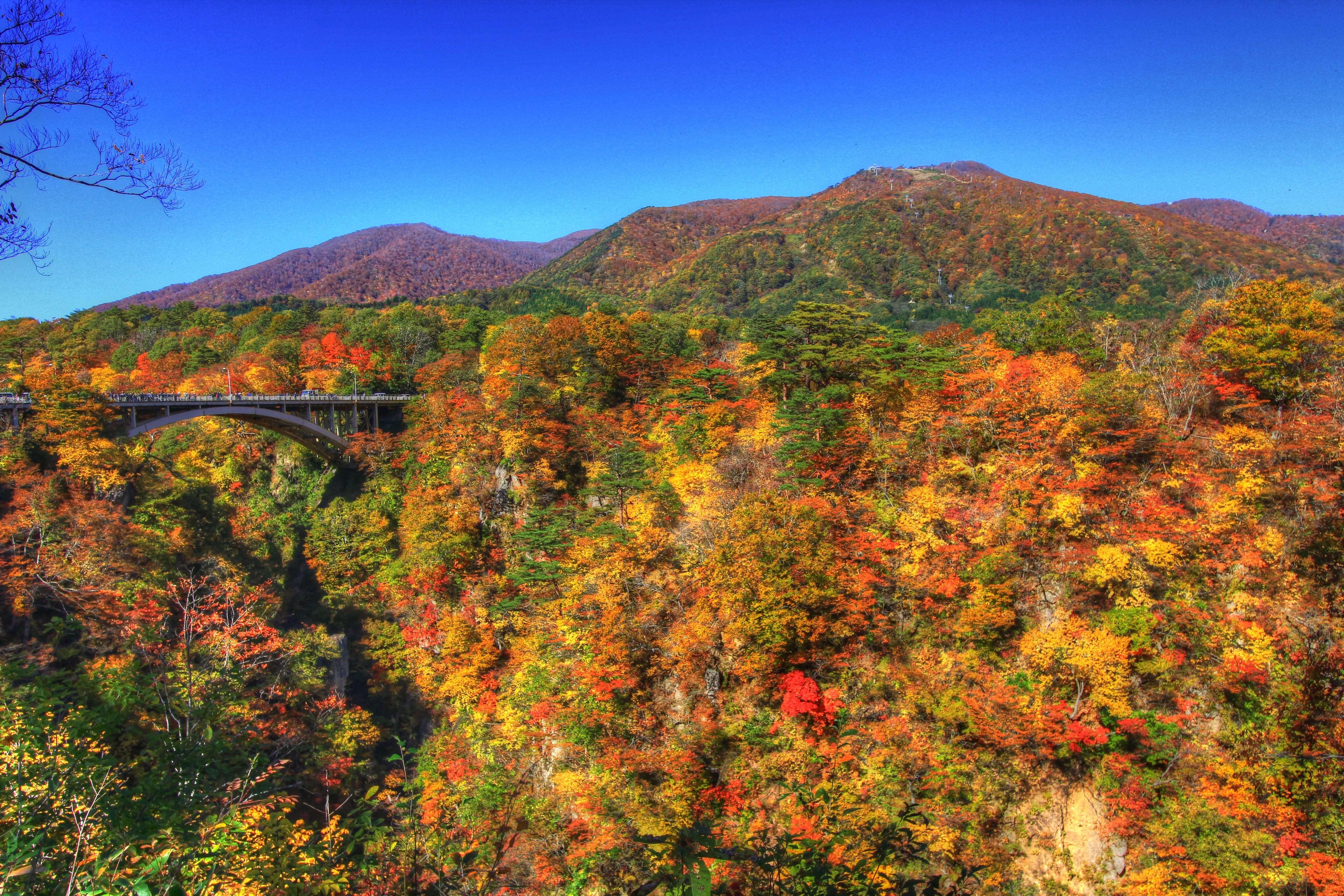
鳴子峡と花渕山

- 博物館 - 日本こけし館、岩下こけし資料館
- 景勝地 - 鳴子峡、大深沢、花渕山、尿前の関、潟沼、鳴子ダム
- こけし - まち中の至る所に「こけし」が隠れている
  - こけしポスト
  - こけし電話ボックス
  - 巨大こけし
    - 高さ6メートルの巨大こけし。2022年2月に大雪のため頭が落下[9]。クラウドファンディングにより全国からの寄付を受け、同年12月に修復・お披露目された[10]。

  - リーゼントこけし[11]

### 湯治場
鳴子温泉の特質として、近隣地域の農民や漁民など、第一次産業従事者の重労働後の「骨休めの場」・「療養の場」として機能してきたことが挙げられる。
江戸期の湯治人の大半は仙台領内の農民で、たいてい農閑期に来た。毎年続けて来るものが多く、各湯には湯治の目的によってそれぞれの固定客があった。農民のほかに、社会の各階層のものが湯治に来た。
湯治は7日間を一廻りといい、湯治期間の区切りとされた。たいてい二廻りか三廻りは滞在した。湯治人は全部自炊で、日用品や生活必需品は自家からの持込みや宿の内外で購入できる仕組みになっていた。また宿によっては将棋や碁のような娯楽設備をもつものもあった。浴場はどこも男女混浴だったが、身分の高い人のためには特別な浴場が設けられた。
鳴子温泉には家数が百余軒あり、挽物、曲物、漆器等を売る店が並んでいて、周辺の川渡・赤湯に来た湯治人たちもみなここで温泉みやげを購入したという。
近代に入ると、東北大学医学部温泉医学研究所・同附属鳴子分院や国立鳴子病院が置かれ、温泉医療施設の充実は東北地方最大であった。
鳴子温泉を含む東北地方では、1泊2食付の宿泊形式を「はたご」と呼んだ。その大半は短期滞在の観光客が利用し、若干は湯治客が利用する場合もあった。

### 共同浴場
観光客も入浴できる共同浴場として「滝の湯」、「早稲田桟敷湯」がある。その他地域住民専用の浴場が点在している。

#### 滝の湯

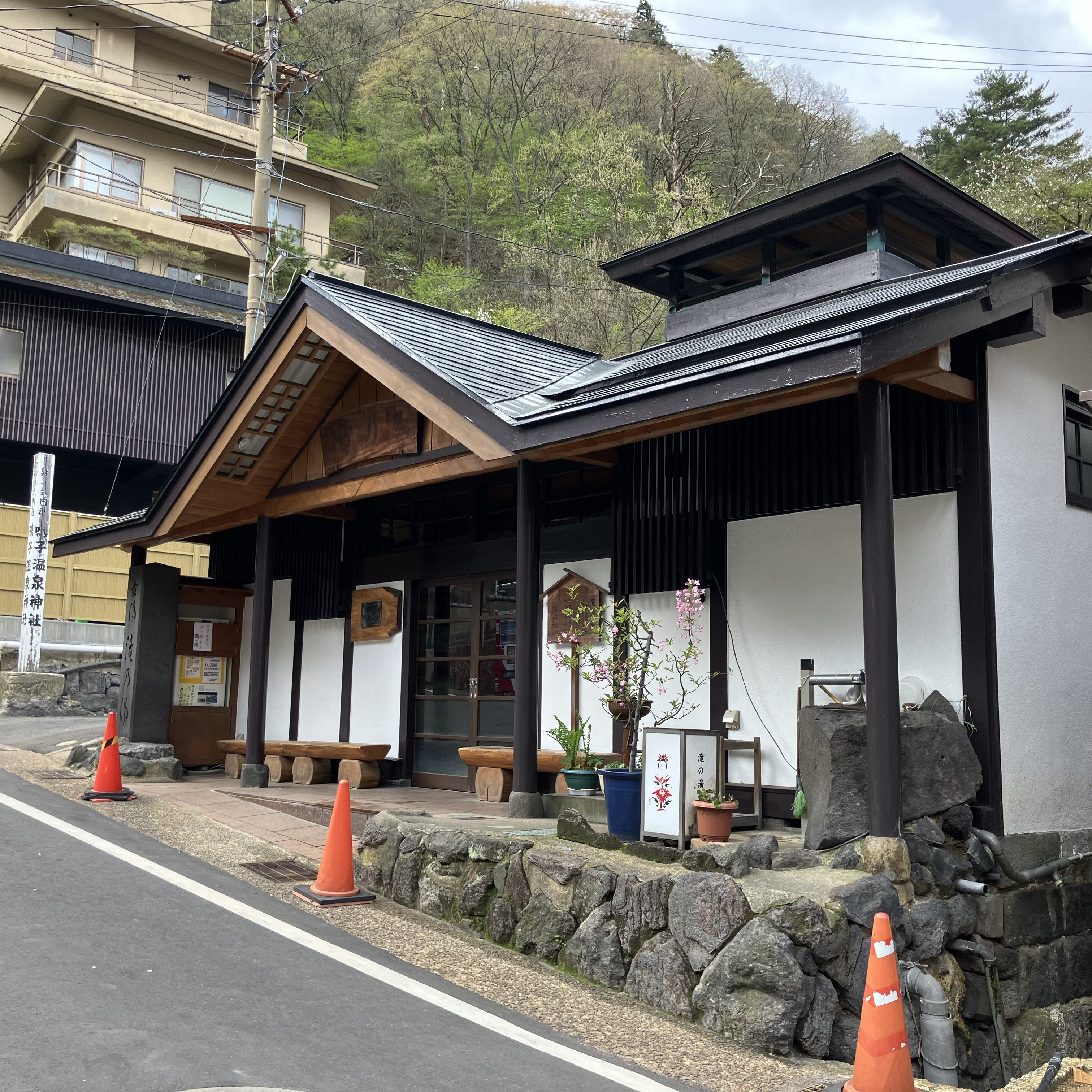
滝の湯

湯元にある共同浴場。温泉神社の御神湯として古い歴史を持つ。総ヒバ造りの浴槽には木樋から滝の様に源泉が注がれる。地元民も多く訪れ、世間話に花を咲かせる。シャワーなどはない。「滝の湯保存会」が管理をしている。「滝の湯」の隣に位置する「ゆさや旅館」はアルカリ性の強い「うなぎ湯」で知られ、源泉は酸性泉である滝の湯のそのすぐ側にある。酸性度、アルカリ性度が強い源泉が近接して湧出している。
- 酸性－含硫黄－ナトリウム・アルミニウム・カルシウム・鉄（Ⅱ）－硫酸塩泉（硫化水素型）

#### 早稲田桟敷湯

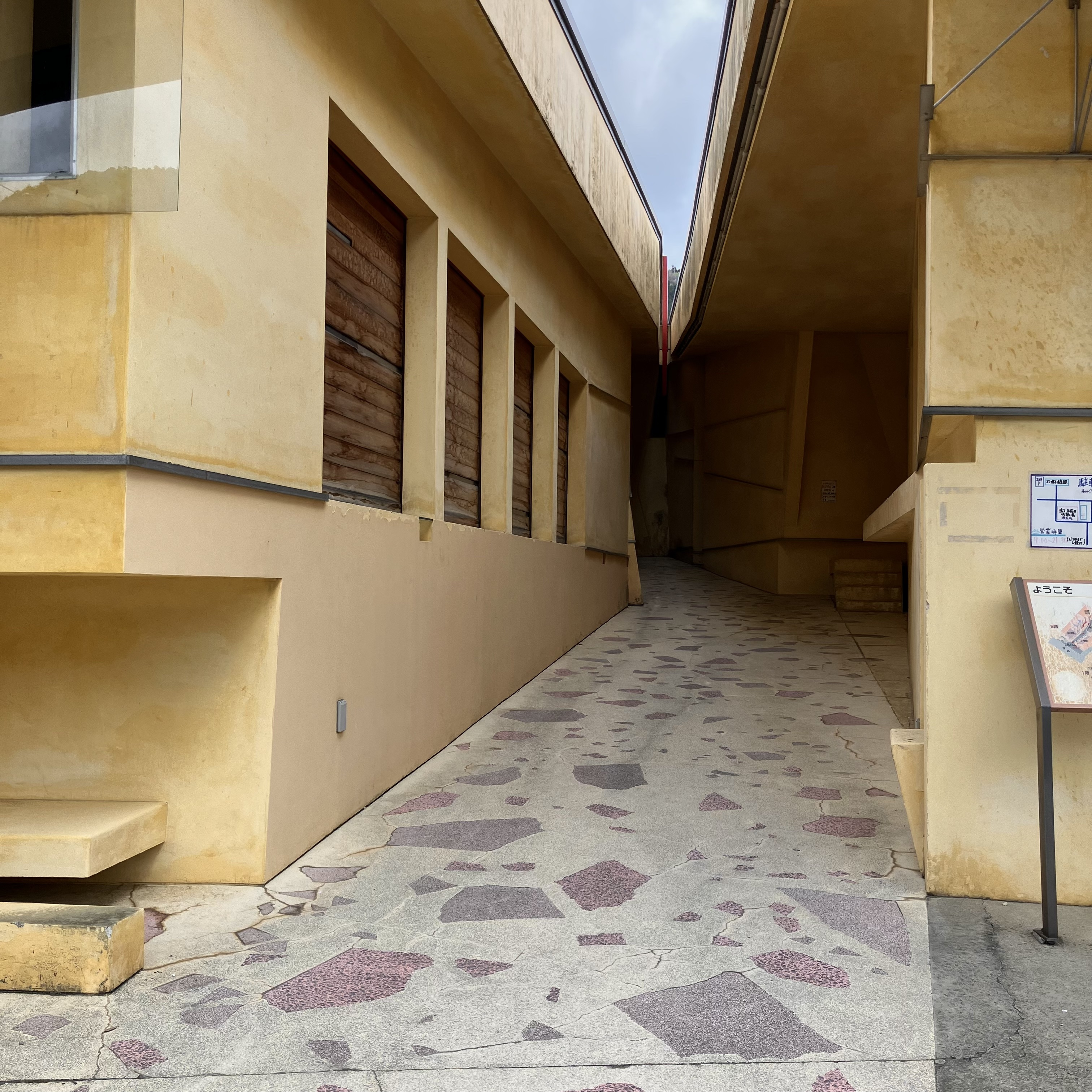
早稲田桟敷湯

新屋敷にある共同浴場。1948年（昭和23年）に、早稲田大学理工学部土木工学科の7人の学生がボーリング実習で掘り当てた源泉を利用して造られた共同浴場。1998年（平成10年）に早稲田大学理工学部建築学科の教授石山修武のデザインで全面改築された。共同浴場としては極めて前衛的な内外観が特徴。
- ナトリウム－硫酸塩・塩化物泉

## 名産品

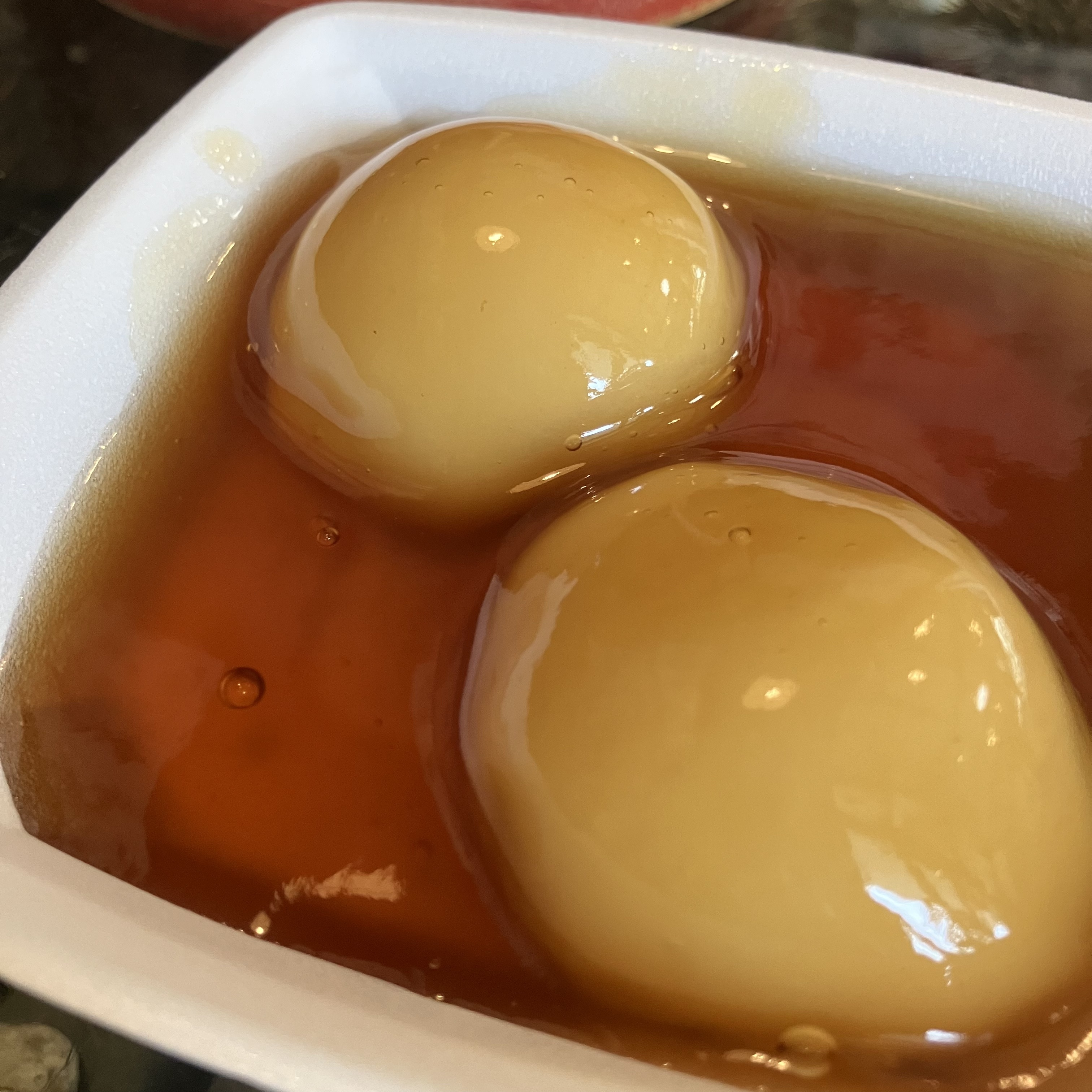
栗だんご

- 栗だんご - 栗を包んだ団子を蒸しあげて醤油のタレを絡めた菓子。
- わらび餅 - わらび粉で作る餅。見た目や食感はゆべしに近い。
- しそ巻き - ゴマやクルミが入った甘辛い味噌餡を紫蘇の葉で包み、さらに油で揚げた食品。
- 菊なめこ - 菊の花となめこを一緒に漬けこんだもの。
- 山葡萄細工、あけび細工

### 鳴子こけし

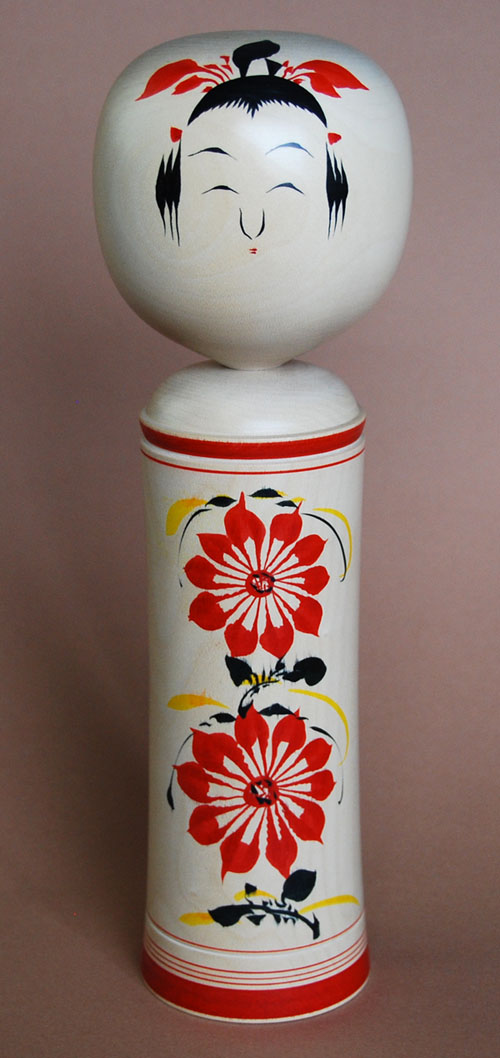
鳴子こけし

宮城県北部を代表する郷土玩具。鳴子温泉は、土湯温泉（福島市）や遠刈田温泉（蔵王町）と並ぶ三大こけし発祥の地である。「こけしの蒐集は鳴子にはじまり鳴子におわる」と言われる。
東北各地に伝わる土地人形の｢こけし｣は、地方によって｢こげす｣　｢こうげし｣　｢こけすんぼこ｣　｢きぼこ｣　｢でこ｣　｢でく｣などと様々な名称で呼ばれた。「髙橋長蔵文書」（1862年）には「こふけし」と記されていた。こけしの話をする時、互いに意味が通じなかったために、蒐集家・こけし工人・関係者が集い1940年（昭和15年）｢こけし｣とひらがな３文字に統一された。
鳴子系の特徴は、首が回り音が鳴る。胴体は中ほどが細くなっていき、胴体には菊の花を描くことが多い点である。

### 鳴子漆器
鳴子の漆器業が、いつからどのように始められたかは、他の漆器産地と同様に明らかではない。漆器業は、轆轤を使う木地師、漆を採取する漆かき、膳などをつくる指物師、塗師、刷毛やこし紙など行くる人々など、分業化した専業者の技術の複合である。
文書に初めて登場するのは、1773年（安永2年）仙台藩風土記御用書上。産物の項に、挽物・箸・楊枝などとともに、ぬりものとだけ書かれて詳しくはわからない。その後1857年（安政4年）『北方御郡日記』には伊達一門岩出山弾正に召し抱えられた無縁の足軽30名あまりが、家と鉄砲を与えられ、塗師や鍛冶屋をして渡世していると記述がある。
戊辰戦争の戦火を受けた会津から、大勢の漆器職人が流出したといわれている。塗師・蒔絵師など鳴子に移住した者があり、鳴子漆器の再興は彼らに負うところが少なくない。1889年（明治21年）鳴子漆器改良組合が結成され、組合長となった澤口吾左衛門は会津・東京・小田原など先進地を視察し、帰省後木地挽きの動力源の改善と横木大形挽物の生産に取り組んだ。
1891年（明治23年）水車を使った木地工場が作られ、東京・小田原から木地職人を招き大型挽物が生産され、新しい技法が鳴子の工人たちに伝承された。鬼首から膳・飯櫃・ワッパなど、宮崎町田代から横木物木地の供給を受け、製品の種類も豊富になり、明治40年代は鳴子漆器業の最盛期だったと言われる。
1913年（大正2年）に電灯がつき、1915年（大正4年）に鉄道が開通すると、浴客数も増加し鳴子の主産業は漆器業から観光へと移っていった。他産地の製品も移入され、塗り物店は次第に温泉町の土産物店へと変化した。
やがてこけしブームを迎え、横木挽職人がこけし工人へ転向、専業化したため、木地の需給関係が崩れた。
大正・昭和と生産された木地呂塗や、ふき漆塗の椀などが再び作られるようになった。

## 歴史

### 古代
- 837年（承和4年）4月：『続日本後紀』に火山活動とともに温泉湧出の記載がある[15]。
- 843年（承和10年）9月：温泉神に従五位下の神階が贈られる[16]。
- 927年（延長5年）：『延喜式』に「温泉（）神社」が記載される。

### 中世
13世紀に順徳上皇が著した『八雲御抄』には陸奥の名湯として名取湯、佐波湖湯、玉造湯の三湯があげられている。
源義経と郷御前の子、亀若の産湯に使われたことから「啼き子（）」と呼ばれ、それが転じて「鳴子」となった伝承があるが、『義経記』には「出羽国を経由し、亀割山を越えて平泉を目指す明くれば馬を尋ねて乗せ奉り、其の日は栗原寺に著き給ふ。」とだけ記載がある。

### 近世
16世紀はじめ、遊佐勘解由宣春が湯山氏の加勢として出羽国境の岩手の関に派遣された。以降、遊佐氏は鳴子村草分けとして、尿前御境目守を務め、肝入、検断役も命じられた。
江戸時代の文化文政期には仙台領内で最も繁盛した湯治場となった。温泉番付では、東前頭にランクされていた。仙台と酒田を結ぶ街道（出羽仙台街道）の経由地であった。天保年間に火災に遭い、古記の多くは焼失した。
- 1632年（寛永9年）：遊佐氏が湯元に湯治人宿「遊佐屋（現：ゆさや旅館）」を開く。湯守の遊佐氏は代々勘左衛門を称した。
- 1636年（寛永13年）：湯元の「瀧湯（滝の湯）」「鰻湯」から初めて湯税が納められた[19]。 「瀧湯」「鰻湯」は遊佐勘左衛門や大沼彌治右衛門（源蔵の祖先）らが共同で設置した。のちに遊佐勘左衛門、大沼源蔵、横屋善吉の三名が湯守（泉主）となった。
- 1682年（天和2年）：遊佐仁平が洪水に際し温泉を発見。河原湯に「姥湯」を開湯[19]。

- 1689年（元禄2年）5月14日：平泉から岩出山を経て出羽三山を目指す松尾芭蕉と弟子の曾良が通過している。 「蚤虱　馬の尿する　枕元（のみしらみ　うまのしとする　まくらもと）」の句が『おくのほそ道』に記されている。
- 1777年（安永6年）：大沼三保治が温泉を発見。後に、子の源蔵が「源蔵湯（現在：鳴子観光ホテル）」として開湯する[19]。
- 1782年（天明2年）：村人の忠蔵が荒雄川沿いの畑に温泉を発見する。浴室に水車を設置し引湯、打たせ湯にしたことから温泉は「車湯」と呼ばれた[19]。
- 1844年（天保15年）：岩出山伊達家が「新屋敷」を開き、鉄砲組26人を置く。
- 1846年（弘化3年）：菅原東蔵、高橋繁治らが温泉を掘削。浴室に水車を設置し米麦を搗く傍らで、温泉水を巻き揚げて打たせ湯とした為、「元車湯」に対して「新車湯」と呼ばれた。この水車は文久年間に洪水で流出した[19]。

### 近代・現代
日本馬術の父遊佐幸平は鳴子の出身。
志賀直哉が父直温の購入した「熊沢銅山」を見に訪れた。
- 1873年（明治6年）：「賜の湯（現在：鳴子ホテル）」が開業。
- 1915年（大正4年）4月18日：陸羽東線鳴子駅（なるごえき）が開業。
  - 10月：鳴子の市街地に上水道設置。給水人口5,000人。古戸前、上鳴子に取水井を設置して湧水を取水し水源とした[21]。
- 1918年（大正7年）：電話開通。
- 1922年（大正11年）：大町桂月が滞在。
- 1923年（大正12年）：宮城県初のスキー場「鳴子スキー場（現：上野々スキー場）」が開業。
- 1931年（昭和6年）：斎藤茂吉が滞在。
- 1936年（昭和11年）：種田山頭火が滞在。
- 1938年（昭和13年）：陸軍病院鳴子分院（旧：国立鳴子病院、現：大崎市民病院鳴子温泉分院）開院。
  - ヘレン・ケラーが滞在[22]。
- 1944年（昭和19年）：東北帝国大学医学部附属病院鳴子温泉分院開設[23]。
- 1947年（昭和22年）：塩田岩治氏率いる株式会社利根ボーリング（現株式会社東亜利根ボーリング）が鳴子試験所を開設[24]。地熱開発事業として、下地獄、上地獄の開発が行われる[25]。当時掘削された蒸気や温泉が、学校、病院はじめ数多くの旅館や民家や共同浴場等に利用され公共の資源として現在も利用されている。
- 1948年（昭和23年）：「鳴子こけし祭り」（現：全国こけし祭り）がはじまる。
  - 早稲田大学の学生がボーリング実習で掘り当てた源泉を利用した共同湯「早稲田湯」が開設。
- 1949年（昭和24年）：宮城県農民の家農業協同組合により「農民の家」が開設[26]。
- 1955年（昭和30年）：東北大学附属温泉医学研究実験所設置[23]。
  - 10月：純国産第1号のアーチ式コンクリートダム「鳴子ダム」竣工。
- 1957年（昭和32年）：鳴子ダムを利用した水力発電所「鳴子発電所」運用開始（最大出力18,000 kW）。ダムの完成に伴い水没した旧鳴子発電所、荒雄川発電所、鬼首発電所の代替[27]。
- 1962年（昭和37年）：「花渕山スキー場（後に鳴子スキー場と改称）」が開業。
- 1966年（昭和41年）：「鳴子カントリークラブ」が開業。
- 1974年（昭和49年）：宮城県により「温泉源基盤整備調査」が行われる[6]。
- 1975年（昭和50年）：「日本こけし館」が開業。
- 1994年（平成6年）：みやぎ鳴子国体が開催[28]。スキー競技、バイアスロン競技の会場となった。
  - 東北大学医学部附属病院鳴子分院が閉院[23]。
- 1998年（平成10年）：「早稲田湯」が「早稲田桟敷湯」として全面改築。
- 2002年（平成14年）：「鳴子スキー場（旧：花渕山スキー場）」が閉鎖。
- 2007年（平成19年）：『旅の手帖』（交通新聞社）による「青春18きっぷで行く温泉番付」で「東の横綱」に認定された。
- 2011年（平成23年）：東日本大震災の宮城県沿岸部被災者の二次避難先として受け入れ[18]。
- 2016年（平成28年）5月20日：鳴子温泉を含む「鳴子温泉郷」が国民保養温泉地に指定[18]。
- 2018年（平成30年）8月：「鳴子バイナリー発電所」運用開始（定格出力65 kW）[29]。

## 名親
火星クレーター Naruko（鳴子）
火星に、鳴子温泉にちなんだクレーターがある。2008年1月に名付けられた。
小惑星 Narukospa（鳴子温泉）
1997年1月6日に発見された小惑星。公転周期は4年10か月。2009年10月4日付で名付けられた。

## 舞台となった作品

### 短歌
大町桂月
「薄着して山に入れば　残雪ふきの薹」（鳴子ダムに歌碑）
斎藤茂吉
「元禄の芭蕉おきなもここ越えて　旅のおもひをとことわにせり」（出羽仙台街道、薬師堂跡付近に歌碑）
「みづうみの岸にせまりて硫黄ふく　けむりの立つは一ところならず」（潟沼に歌碑）
「おのずから 硫黄の香するこの里に　一夜のねむり さめておもへる」（鳴子ホテルに歌碑）
種田山頭火
「湯あがりのつつじまっかに咲いて　あてもない袂草こんなにたまり」（鳴子公園に歌碑）
前田夕暮
「朝風に吹きあふらるる青樫の　さやぐをきけば既に春なり」（鳴子公園に歌碑）
結城哀草果
「谷川の岩に閊（）へし流し木に　こえゆく水の白くせきあふ」（鳴子峡に歌碑）

### 映画
- やくざ刑事 恐怖の毒ガス - 千葉真一主演による1971年の日本映画。温泉街と鳴子国際スキー場でロケされ、登場人物がこけしを買うシーンも流れている。
- 男はつらいよ 寅次郎心の旅路 - 男はつらいよ第41作。寅次郎と自殺未遂をしたサラリーマンの坂口(柄本明)、車掌の(笹野高史)が宴会、一泊をするシーンで使用されている[注釈 1]。

## アクセス
- 鉄道：JR陸羽東線・鳴子温泉駅すぐ。
- 高速バス：仙台駅前からミヤコーバス・仙台 - 鳴子線で終点・車湯下車[32]。
- 自家用車：東北自動車道古川インターチェンジから国道47号経由